# Gilda dei romanisti

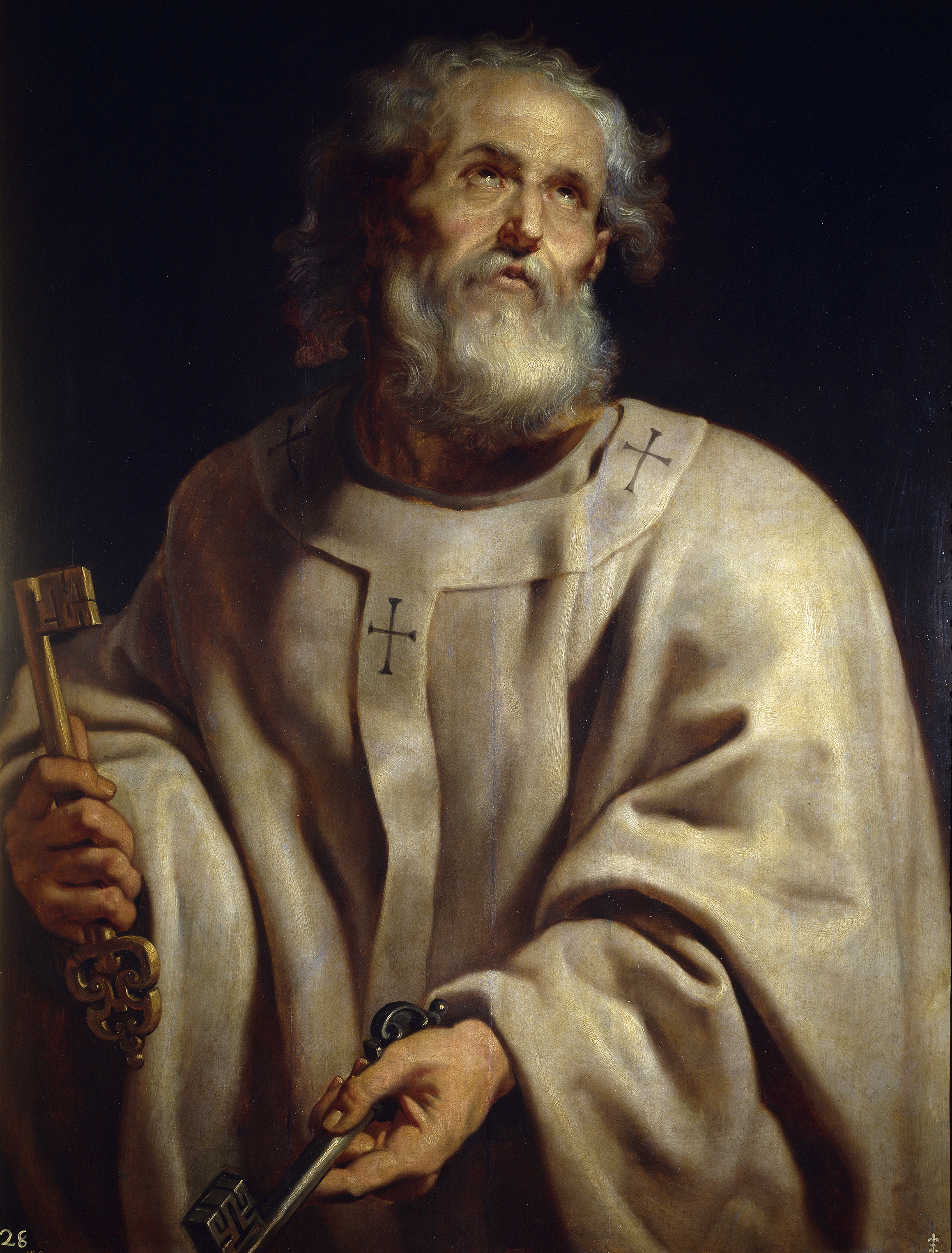
San Pietro, di Peter Paul Rubens.

La Gilda dei romanisti o Confrérie van romanisten era une società attiva ad Anversa dal XVI al XVIII secolo costituita particolarmente da pittori di questa città che avevano visitato Roma, ed erano dunque chiamati romanisti.

## Storia
La Gilda fu istituita nel 1572 nella cattedrale di Nostra Signora di Anversa sotto il patronato di San Pietro e San Paolo e fu conosciuta anche come la Broederschap van de HH. Petrus en Paulus ("Confraternita dei Santi Pietro e Paolo").
Per far parte della gilda, occorreva tassativamente aver visitato Roma, al fine di perpetuare la tradizione dei romanisti, iniziata in questa regione da Mabuse. La lista dei membri includeva canonici, ricchi mercanti, nobili locali, consiglieri municipali e artisti. La società era esclusiva, il numero totale di membri mai raggiunto essendo stato di venticinque.
A causa della diversità di profilo dei membri, la gilda offriva agli artisti una buona occasione di incontrare potenziali mecenati. Ciò fu più tardi facilitato dall'istituzione di una cena gastronomica annuale  — il (h)eerlyck maeltyt —, con eccellenti vini e copiose vivande. La cena aveva luogo in diversi posti. I membri aiutavano gli artisti a valorizzare il loro profilo e ad aumentare il loro prestigio nella società artistica o in generale. I membri che non erano artisti contavano dal canto loro sulla confraternita per consolidare la loro reputazione sociale.
Dopo il 1680, la gilda cominciò a declinare. Elle traslocò nel 1681 per ragionare finanziarie e restò dormiente per alcuni decenni. Vi fu una rinascita nel 1716, quando le reliquie autenticate dei Santi Pietro e Paolo furono traslate nella cattedrale da un cardinale romano. La confraternita fu infine abolita sotto l'imperatore Giuseppe II d'Asburgo.

## Organizzazione
I decani erano invitati annualmente. Era dove i "pellegrini dell'arte" si incontravano per tenersi al corrente delle notizie da Roma, che si trattasse di nuovi pittori o di nuovi quadri, o di antichità recentemente scoperte. Sembrerebbe che gli aderenti alla confraternita avessero scartato membri della Gilda di San Luca (la corporazione dei pittori) da quando Peter Paul Rubens ne fu fatto soltanto decano "onorario".
Sembra che la condizione di aver visitato Roma per diventare membro sia stata i posta in maniera molto rigida, a tal punto che gli storici dell'arte considerano l'adesione a questa gilda come la prova che l'artista ha visitato Roma nel caso non ve ne siano altre — questo fu il caso di Jan Fyt, ad esempio.

## Membri notevoli
- Marten de Vos, fondatore
- Jan Brueghel il Vecchio, 1599[5]
- Wenceslas Cobergher, 1605
- Otto van Veen, Decano nel 1606[6]
- Abraham Janssens, 1601 o 1610
- Hendrick van Balen, Decano nel 1613[5]
- Peter Paul Rubens, 1609, Decano nel 1613-1614[5]
- Frans Snyders, 1619, Decano nel 1629[7]
- Jan Fyt, 1650, Doyen nel 1652[6]
- Abraham Godyn, dal 1716, Decano nel 1723[8]

### Annotazioni
1. ↑  Mabuse "fu uno dei primi a importare dall'Italia nelle Fiandre la buona maniera di comporre e di fare storie piene di figure nude e ogni sorta di poesie della fiaba, il che non era affatto entrato fino ad allora negli usi del nostro tempo"[1].
2. ↑  Testo originale: (EN)  "It was where 'art-pilgrims' met to keep themselves up to date on news from Rome, whether it be new painters or paintings, or newly discovered antiquities"[3].

### Fonti
1. ↑  (FR) Carel van Mander e Robert Genaille (pres. e nota), Le livre de la peinture, Parigi, Hermann, 1965,  p. 119, OCLC 886209685.
2. 1 2 3  (NL) Bert Timmermans, Patronen van patronage in het zeventiende-eeuwse Antwerpen: een elite als actor binnen een kunstwereld, Anversa, Amsterdam University Press, 2008,  pp. 243-245.
3. ↑  (EN) David Jaffé, Rubens: A Master in the Making, Londra, The National Gallery Company/Yale, 2005,  p. 11, ISBN 1-85709-326-7.
4. ↑  (EN) Marsely von Lengerke Kehoe, Antwerp’s Rubenshuis: A Historic House Museum at the Crossroads of Nationalisms, in online journal of the University of Iowa's Graduate Art History Society.
5. 1 2 3  (EN) Gregory Martin, The Flemish School, 1600-1900, Londra, National Gallery Catalogues, 1970, ISBN 0-901791-02-4.
6. 1 2  Grove Art online[fonte incompleta].
7. ↑  (EN) John Ingamells, The Wallace Collection: Catalogue of Pictures, vol. IV: Dutch and Flemish, Wallace Collection, 1992, ISBN 0-900785-37-3.
8. ↑  (NL) Scheda di Abraham Godijn, su Rijksbureau voor Kunsthistorische Documentatie. URL consultato il 14 febbraio 2015.